# Ossario di Palestro
L'ossario di Palestro è un ossario e memoriale situato a Palestro, in provincia di Pavia, che raccoglie i resti dei caduti piemontesi, francesi ed austriaci della battaglia di Palestro, combattuta il 30 e 31 maggio 1859, durante la seconda guerra d'indipendenza. La battaglia costituì la prima vittoria delle forze franco-piemontesi contro l'impero austriaco.

## Storia
Il 28 maggio 1887 il consiglio comunale di Palestro deliberò di erigere un monumento per raccogliere "le sacre reliquie dei generosi che combatterono per essa [l'Italia - ndr] e concorsero alla sua libertà". A tal scopo nel 1891 fu bandito un pubblico concorso nazionale, dove tra i sei progetti selezionati, fu scelto quello dell'architetto Giuseppe Sommaruga. Dopo alcune modifiche al progetto iniziale, nel giugno 1892 l'impresa Basso di Vercelli iniziò i lavori di costruzione, che si conclusero l'anno successivo.
Il 15 settembre e il 5 dicembre 1892 il ministro Urbano Rattazzi inviò, a nome di re Umberto I, la somma di 3.000 e 5.000 lire "per affrettare l'ultimazione del Monumento ai Caduti di Palestro".
Prima dell'inaugurazione ufficiale, il 22 maggio 1893 le spoglie dei caduti vennero trasferite dal locale cimitero all'ossario con una pubblica cerimonia, alla presenza di una grande pubblico.
Il 28 maggio 1893 il monumento-ossario fu inaugurato ufficialmente, con "una gran festa della gratitudine, con cui l'Italia consacra a eterno culto la religione di coloro che per essa son morti".
Da marzo a maggio del 2011, in vista delle celebrazioni del 150º anniversario dell'unità d'Italia, l'ossario è stato restaurato ed inaugurato il 29 maggio 2011, durante l'annuale commemorazione della battaglia.

## Descrizione
Il monumento-ossario, alto circa 23 metri, si trova su una piccola collina posta all'ingresso occidentale della città, venendo da Vercelli.
La struttura poggia su un basamento quadrato a tre gradoni di ceppo gentile, su cui si apre la porta d'ingresso in legno di larice, che sorreggono un dado in ceppo gentile ornato da 12 finestre quadrate (3 per lato), sormontate dalle effigi di 28 leoni (7 per lato). Più in alto, la parte in muratura, decorata con bronzo, mosaici e ceramiche smaltate, termina in una cupola piramidale sormontata da un obelisco, alla cui base è intarsiato in ogni lato l'anno 1859 della battaglia in numerazione romana (MDCCCLIX) e sulla cui punta svetta un'aquila in volo bronzea. Sui quattro lati dell'edificio, inoltre, i mosaici ricordano i nomi dei tre principali luoghi della battaglia: Palestro, Confienza e Vinzaglio.
L'interno è decorato con stucchi policromi ricoperti con piastrellatura in vetro lucido e trasparente, con effetto marmoreo.

## Commemorazioni
Ogni anno, l'ultima domenica di maggio si celebra l'anniversario della battaglia alla presenza delle autorità civili, militari e religiose, oltre che varie associazioni di ex militari e del comune di Montebello della Battaglia (gemellato con Palestro).

## Galleria d'immagini

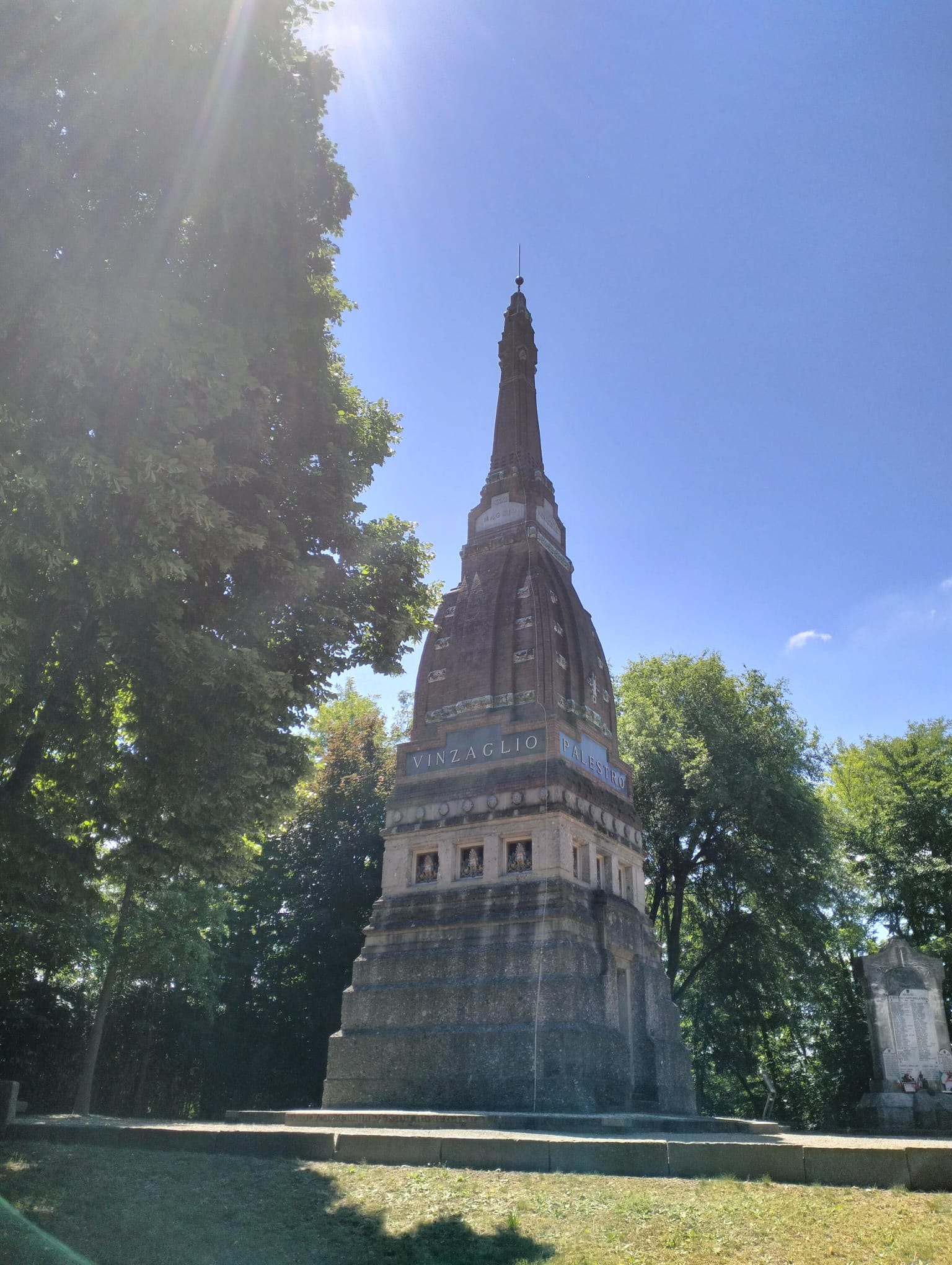
Ossario di Palestro visto dal lato riportante "Vinzaglio"
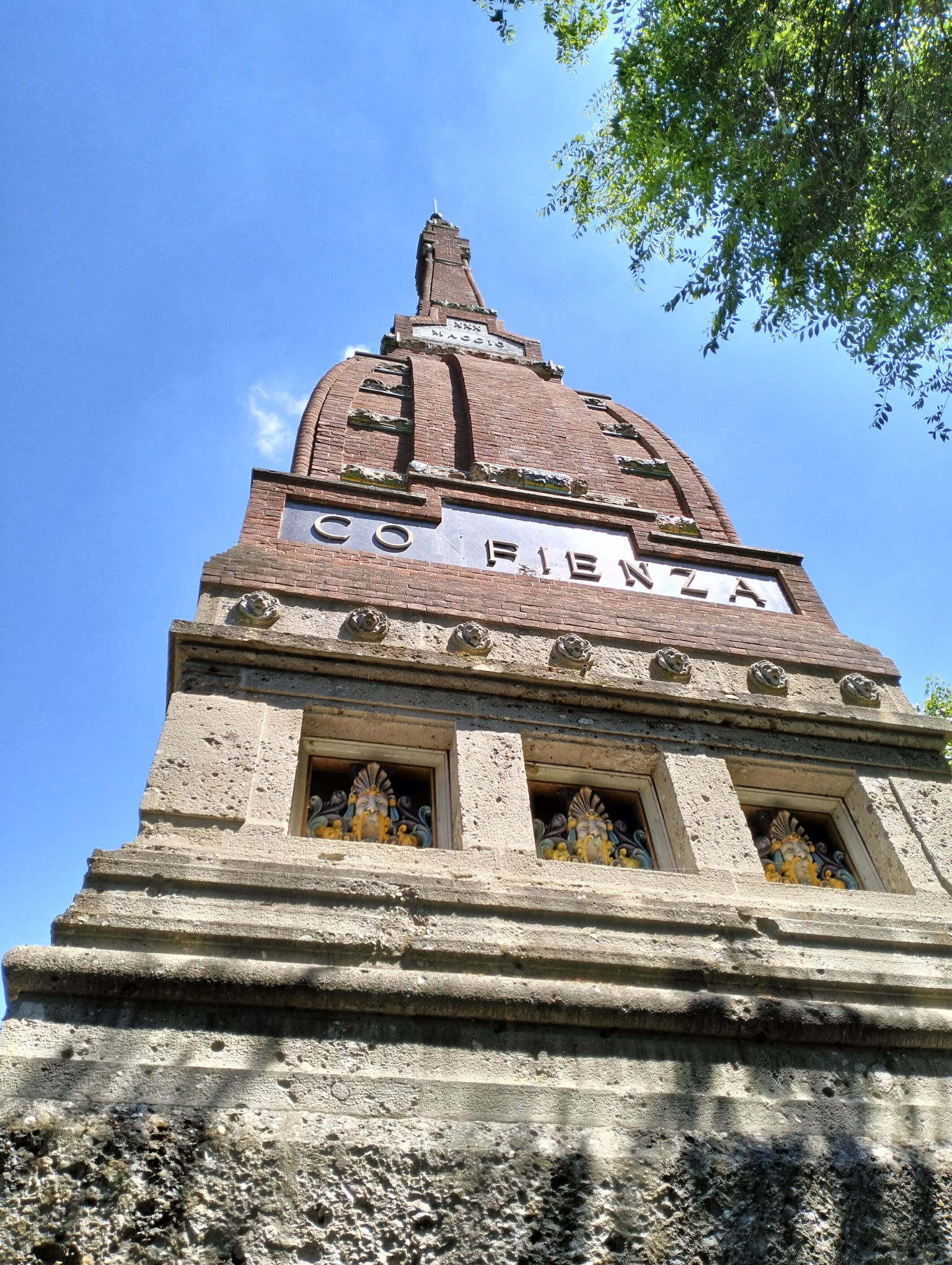
Ossario di Palestro visto dal lato riportante "Confienza"
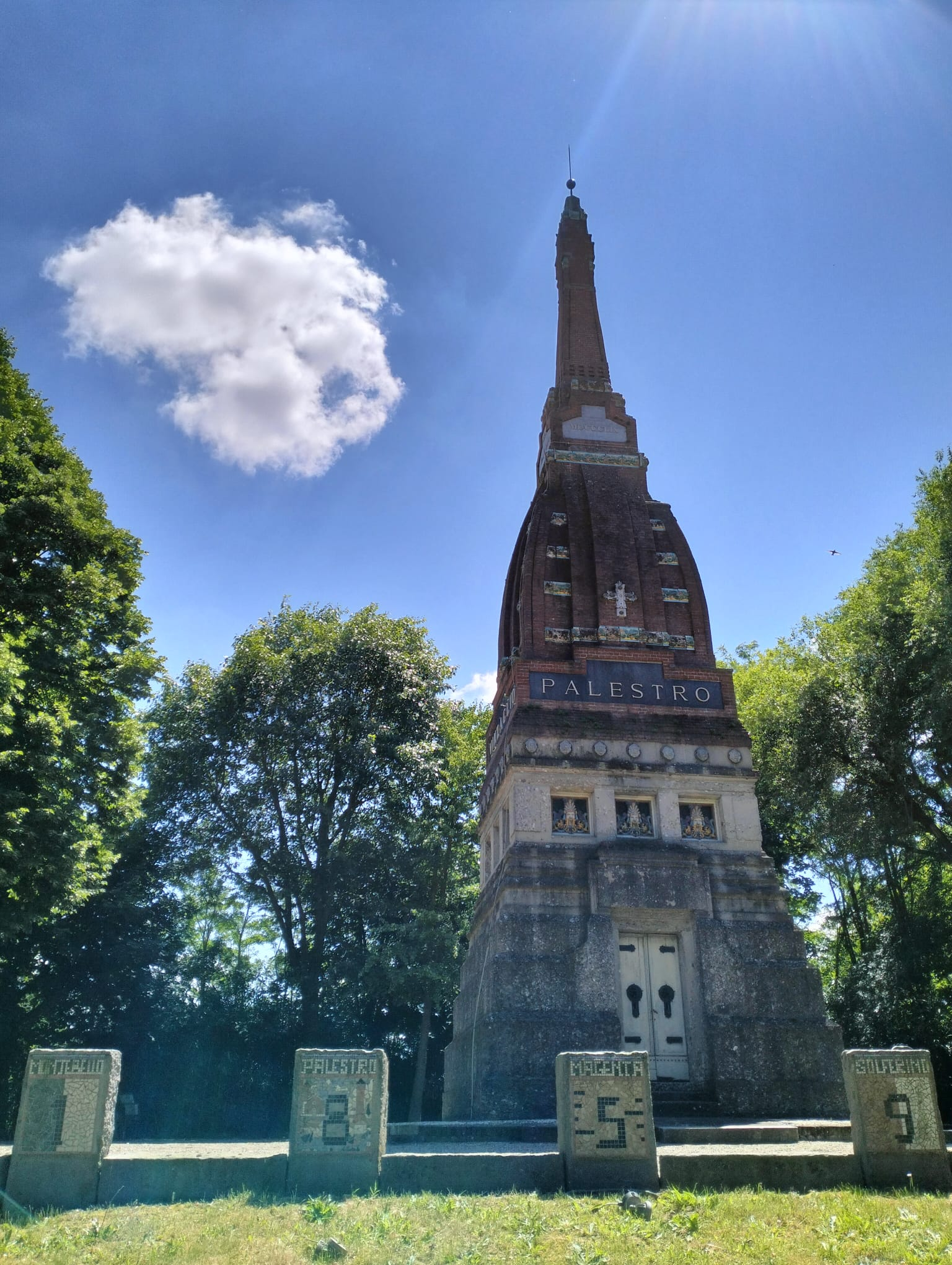
Ossario di Palestro visto dal lato riportante "Palestro"
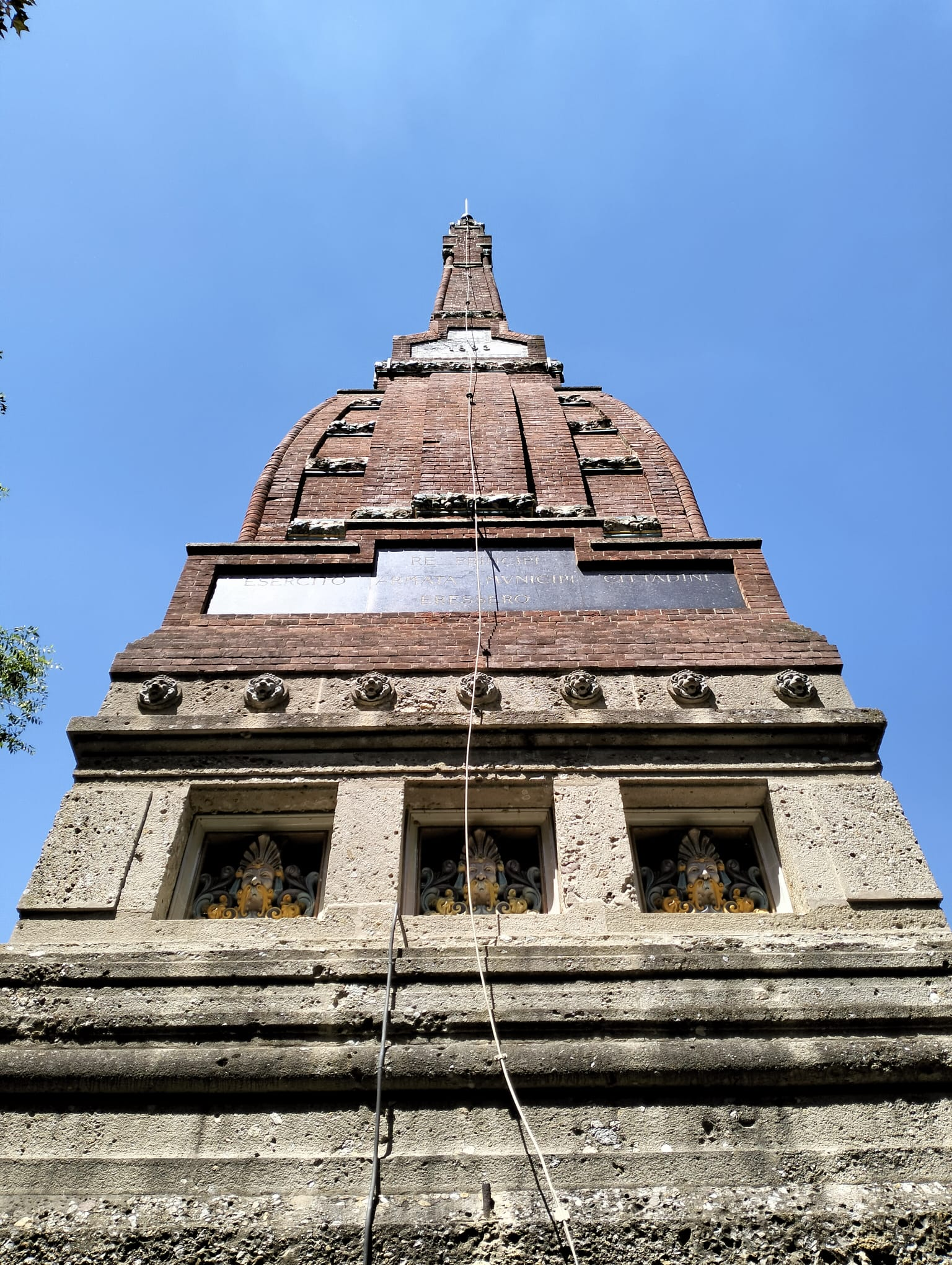
Ossario di Palestro visto dal lato riportante "Re Principi Esercito Armata Municipi Cittadini Eressero"